# Isabel Villar
Isabel Villar Ortiz de Urbina (Salamanca, 8 de marzo de 1934) es una pintora española. Su trabajo es especialmente reconocido por el tratamiento de la mujer como sujeto protagonista de toda su obra, tanto representando a esta en escenas cotidianas, como sola en utópicos jardines con fieras o en familia,  rompiendo con el imperativo de la pintura abstracta que dominaba la escena pictórica en los años sesenta del siglo XX.

## Biografía
Isabel Villar nació en Salamanca el 8 de marzo de 1934, en el seno de una familia de clase burguesa acomodada. Fue la tercera de cinco hijos, tres chicas y dos chicos. Pasó la infancia en su ciudad natal hasta que en 1941 su padre, Miguel Villar Rodríguez, ingeniero de montes, fue trasladado al distrito forestal de Ávila, por lo que la familia se trasladó a vivir allí, pasando los meses de invierno en Salamanca. 
Comenzó a dibujar desde temprana edad. En 1948 empezó a acudir a clases de pintura, después del colegio, en la Escuela de Bellas Artes San Eloy. Tuvo su primer estudio en el trozo de la galería que le dejó su abuela Ana Mirat en su casa de la Plaza Mayor de Salamanca.
Tras sus estudios en San Eloy, donde obtuvo los Premios de Pintura y Dibujo, se trasladó a la Real Academia de Bellas Artes de San Fernando, de Madrid, en 1953 donde completó su formación -había solo 10 chicas-. El salto a Madrid supuso un cambio radical en su vida. Allí fue donde conoció y se integró en el grupo conocido como el de "La Cepa", formado por Alfredo Alcaín, Manuel Alcorlo, Vicente Vela, Ángel Doreste, Antonio Zarco y el que con el tiempo se convertiría en su marido, Eduardo Sanz.
En 1957 tuvo lugar su primera exposición colectiva en la Casa de Salamanca en Madrid, junto con otros pintores de la provincia, como Tere Gaite, Malocha Pombo, María Victoria Alcántara, Manolo Marcos, Manolo Martín Sánchez, Luis González Sierra y Jacinto Orejudo.
En 1958 expuso de forma individual por primera vez en la sala Miranda de Salamanca. En diciembre de 1958, participó en la Novena Exposición de Arte organizada por el Casino de Salamanca.
Tras sus estudios, regresó a Salamanca, formando parte del Grupo Koiné y del Grupo Tormes, fundado a iniciativa de la Galería Artis.
En el verano de 1963 contrajo matrimonio con el también pintor Eduardo Sanz y se trasladaron a vivir a Santander, ciudad natal de Eduardo. Un año después, el 20 de julio de 1964, nació Sergio, único hijo del matrimonio. En 1967 abandonaron Santander, instalándose definitivamente en Madrid.
En mayo de 1970, participó en una muestra colectiva con la que se inauguró la madrileña Galería Sen, junto con los pintores, Alfredo Alcaín, Luis de Cámara, Luis Fernando Aguirre, José Miguel Rodríguez, Luis Gordillo y Eduardo Úrculo. En esa misma galería, la pintora realizaría en 1971 su primera exposición individual en Madrid, que supondría no solo su revelación artística sino también el momento a partir del cual hallaría su propia senda y daría a conocer su personal mundo pictórico.
En el año 2012 su obra fue incluida en la exposición Genealogías feministas en el arte español comisariada para el museo MUSAC de León por Juan Vicente Aliaga y Patricia Mayayo.
En 2018 la galería Fernández-Braso de Madrid le dedicó una amplísima exposición individual con su obra más reciente.
La obra de Villar está en una veintena de museos y colecciones españolas, desde el Reina Sofía hasta la Biblioteca Nacional, o la colección de su marido Eduardo Sanz en el Centro de Arte Faro de Cabo Mayor, Santander. También ha colaborado en la creación de portadas de discos, como el de Caminemos, de María Dolores Pradera, o en carteles de películas como la de Fernando Trueba, Mientras el cuerpo aguante, y Basilio Martín Patino, Los paraísos perdidos.

### Vida personal
Casada con el pintor cántabro Eduardo Sanz Fraile (1928-2013), tuvieron un hijo: Sergio Sanz, que también se dedica a la pintura. Isabel Villar es descendiente del historiador Manuel Villar y Macías.

## Obra
La mujer, en solitario o acompañada de otros personajes, es con frecuencia la protagonista fundamental de sus cuadros. Son "mujeres libres" señala la artista cuando explica su obra.
Algunos sectores de la crítica han calificado su pintura como naïf, una clasificación que la pintora rechaza de pleno: "naif es el señor que nunca ha estudiado pintura, y se nota. Yo te puedo hacer unos retratos si quiero. No soy naif." señala reivindicando su dominio y conocimientos técnicos y sobre todo, la intencionalidad y contenido poético, lúdico y crítico de su obra.
Su iconografía muestra paisajes y personajes fantásticos, aunque la propia autora ha negado su inclusión en el ingenuismo.  
Sus cuadros generalmente tienen como escenario espacios abiertos, jardines verdes. Pese a su apariencia feliz y apacible, esos edénicos jardines por los que pasean sus mujeres o en los que posan retratos familiares junto a animales selváticos, tienen un halo de misterio y encantamiento, creando un ambiente inquietante y enigmático.
Isabel Villar hace una pintura minuciosa, detallista, utilizando una técnica casi puntillista. Otorga una gran importancia al colorido, utilizando una amplia gama de colores brillantes y luminosos, donde el color verde destaca sobre los demás.

## Mujer pintora
Villa reivindica su visibilización como mujer pintora... "lo tuve yo muy claro, porque en mi época las mujeres que pintaban firmaban con la inicial y el apellido, para disimular que eran mujeres. Si se llamaba por ejemplo Matilde Fernández, pues firmaba M. Fernández. Se escondían. Incluso yo firmé varias cosas I. Villar. En un momento me dije, nada de eso, yo soy Isabel Villar, soy una mujer y punto. Y hasta ahora"  explicaba en una entrevista en 2018.
La crítica Isabel Tejeda Martín afirma sobre su pintura:  “la de Villar fue una apuesta severa en un momento en el que el epíteto ‘femenino’ se utilizaba de una forma trivial para indicar, bajo un aparente análisis formal o de discurso de una obra, que la autora era una mujer (…). Su obra seguía el camino de la crítica social, tan pertinente durante esos años, pero sirviéndose de un lenguaje en apariencia inocente para colarse de rondón de forma perversa”.

## Premios y reconocimientos
- Medalla de oro de la ciudad de Salamanca 2018.[4]